# Ярмаш Григорій Петрович
Григо́рій Петро́вич Я́рмаш (нар. 4 січня 1985, смт Залізці Зборівського району Тернопільської області) — український футбольний тренер, колишній футболіст, що грав на позиції захисника. Виступав за збірну України.

## Клубна кар'єра
Вихованець УФК м. Львова та футбольної школи ФК «Обухів».
Професійні виступи розпочав 2001 року у складі дублюючого складу бориспільского «Борисфена». У 2002 році перейшов до «Динамо» (Київ), де виступав за другу та третю команди клубу.
У вищій лізі чемпіонату України почав виступати вже у складі полтавської «Ворскли», до якої перейшов 2005 року. Дебют — 12 липня 2005 року у грі проти ужгородського «Закарпаття» (нічия 0:0). У квітні 2009 року відіграв свій 100-й матч у вищій лізі (усі виступи у складі «Ворскли»).
30 листопада 2010 року про укладання контракту з футболістом офіційно повідомила луганська «Зоря».

## Виступи за збірні України
До збірних команд України почав викликатися у 15-річному віці. Дебютував у формі збірної у грі юнацької команди U16 проти польських однолітків 24 вересня 2000 року (поразка 1:2). З того часу регулярно виступав у юнацьких та молодіжних збірних України різних вікових категорій.
У складі молодіжної збірної України U-21 брав участь у фінальній частині Чемпіонату Європи серед молодіжних команд 2006 року, на якому українська молодіжка виборола срібні нагороди. Під час фінальної частини чемпіонату повністю відіграв на полі в усіх матчах команди.
24 травня 2008 року дебютував у складі національної збірної України з футболу у товариській зустрічі проти збірної Нідерландів (поразка 0:3). Усього за головну команду України провів 8 матчів.
По завершенні сезону 2016/17 Григорій Ярмаш оголосив про завершення кар'єри футболіста.

## Тренерська кар'єра
З 20 грудня 2023 року по 27 липня 2024 року був тренером з фізичної підготовки «Металіста 1925» у тренерському штабі Віктора Скрипника.

## Досягнення
- Срібний призер молодіжного Чемпіонату Європи 2006
- Володар Кубка України 2008/09
- Найкращий правий захисник України 2008 року за версією газети «Команда».